# Fighting (espressione)
Fighting è un'espressione coreana di valore esortativo di uso estremamente comune, usata per mostrare supporto o incoraggiamento nei confronti di sé stessi o verso l'interlocutore quando si prevede un evento particolarmente impegnativo. Il termine è in seguito mutuato nel linguaggio come paiting (파이팅?) e hwaiting (화이팅?), data l'assenza della lettera f nell’alfabeto coreano; inizialmente limitata alla penisola di Corea, l'espressione si è progressivamente diffusa globalmente con l'aumentare della popolarità dei gruppi k-pop e dei media (film e drama) coreani, in cui è spesso utilizzata.
Il termine fighting è un prestito dalla lingua inglese, sebbene in quest'ultimo caso esso sia comunemente usato come aggettivo e participio presente, e mai in qualità di esclamazione; espressioni simili sono diffuse anche in altri paesi asiatici: in Cina è infatti di uso comune il termine jiayou, mentre in Giappone ganbaru, ed equivalgono sostanzialmente tutte – pur con le rispettive differenze del caso – all'italiano «Forza e coraggio!». Fighting è spesso accompagnato anche dall'espressione aja aja (아자 아자?), la quale ha un significato simile e deve essere intesa come rafforzativo.